# Reloj Turri
El Reloj Turri, también conocido como Edificio Edwards, es un edificio ubicado en el barrio financiero de Valparaíso, en la intersección de las calles Prat y Cochrane. Es uno de los edificios más tradicionales de la ciudad, y punto de referencia para los porteños.
El edificio es una referencia icónica de Valparaíso, y además alberga a fundaciones u oficinas privadas en su interior.

## Historia

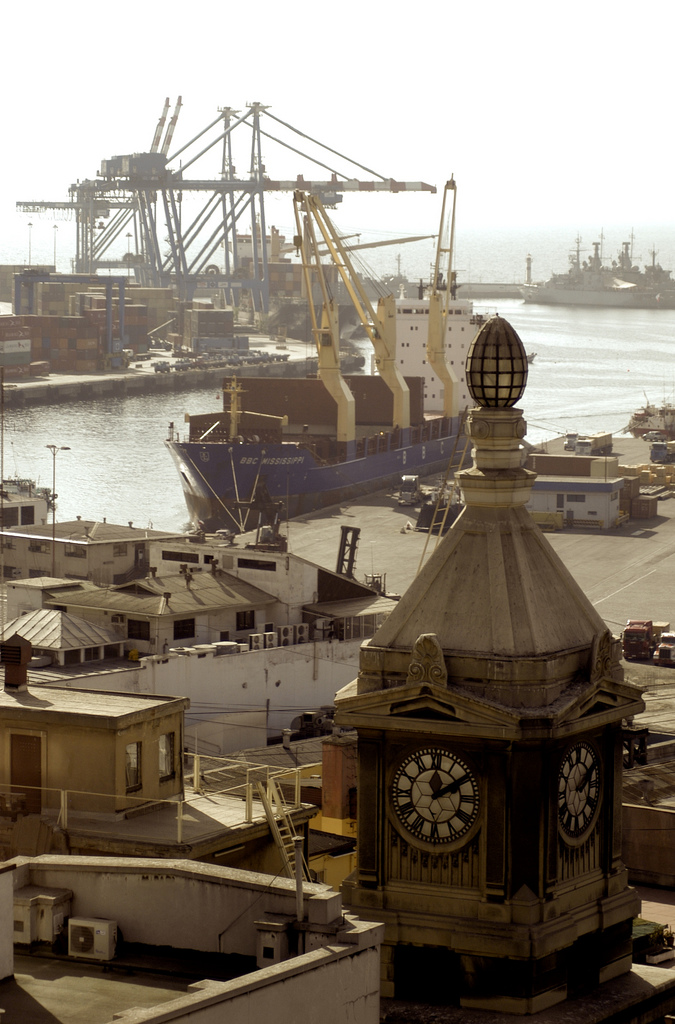
Detalle del reloj y la cúpula, con el puerto de fondo

Es un edificio proyectado y construido por Augusto Geiger en 1923, siendo entregada la construcción el año 1924. La denominación tradicional de «Reloj Turri» se debe a la presencia de una notaría, frente al edificio, cuyo propietario era de apellido Turri, razón por la cual la gente comenzó a referirse al reloj como «el reloj del Turri».
Otra versión, más aceptada, de la historia dice que se debería al nombre de uno de los primeros locales comerciales que hubo en dicho edificio, el cual se llamaba «Casa E. Turri», propiedad de Enrique Turri, dedicado a la venta de lotería.